# Третяк Олександр Віталійович
Олександр Віталійович Третяк (нар. 13 грудня 1985) — український політик, міський голова Рівного з 2020 по 2023 рік. 

## Життєпис
Народився 13 грудня 1985 року у с. Липне, Волинської області, та все свідоме життя мешкав у місті Рівне. Навчався у Міжнародному економіко-гуманітарному університеті імені академіка Степана Дем'янчука на кафедрі романо-германської філології історико-філологічного факультету, а також у Львівській богословській семінарії.
У 2011 році став наймолодшим ректором Рівненської духовної семінарії та академії. Був обраний на цю посаду колективом.
Під час кампанії на посаду мера Рівного в 2020 році, заявляв що він наймолодший ректор в Україні, через що був розкритикований в ЗМІ і ректорами ВНЗ.
Засновник і координатор волонтерських та соціальних ініціатив у місті Рівне. З 2009 по 2014 р. брав участь у реалізації освітніх та медичних проєктів для дітей в африканських країнах Гані та Буркіна-Фасо. З 2014 року проводив активну волонтерську діяльність в зоні АТО.
Впродовж 2017—2019 рр. вів суспільно-просвітницьку програму «Інша перспектива» на телеканалі «Рівне 1».

## Громадська діяльність
Займає активну громадську позицію. З 2017 по 2019 рр. керівник Руху Реформації в Рівненській області. З 2019 р. — координатор ГС «Всеукраїнський собор» у Рівненській області.
На початку 2020 року досяг домовленостей з містом Федерал-Вей у США про налагодження партнерських стосунків з містом Рівне. У результаті — мер міста визначив 24 серпня Днем України у своєму регіоні.
Є ініціатором багатьох соціальних та суспільно-просвітницьких заходів. Зокрема, Фестивалів родини та акції «Підвези медика».
Категорично не підтримує ратифікацію Стамбульської конвенції, котра на його думку цілеспрямовано руйнує сімейне законодавство та є малофективною в боротьбі з домашнім насильством. 
Олександр Третяк виступав за заборону реклами до свята Хелловін, зокрема плакату дівчини у крові.

## Волонтерство
Був залучений до значної кількості волонтерських та соціальних проєктів. Співорганізатор мобільно-діагностичної клініки, завдяки якій сотні малозабезпечених людей та учасників АТО отримали медичну допомогу.
У 2014 році з однодумцями об'їхав лінію фронту від Слов'янська до Широкиного, забезпечуючи українських воїнів амуніцією, оптикою, продуктами харчування. Відтоді регулярно організовує допомогу сім'ям загиблих героїв АТО.
Має великий досвід волонтерства в африканських країнах.[джерело?]

## Релігійна позиція
Християнин протестантської церкви євангельських християн — бере участь у налагодженні міжконфесійного діалогу в місті Рівне. У 2018 та 2019 рр. організовував молитовні сніданки при Рівненській обласній державній адміністрації.
Реорганізував роботу міжцерковної ради Рівного, об'єднавши представників різних конфесій та деномінацій навколо однієї спільної справи: організації просімейних заходів, соціальних та молодіжних проєктів.
Один з ініціаторів заборони реклами свята Хеловін у місті Рівне.

## Робота на телебаченні
У 2017—2019 рр. вів суспільно-просвітницьку програму «Інша перспектива» на телеканалі «Рівне 1». Програма висвітлювала суспільну проблематику, підіймаючи найбільш важливі соціальні питання. Зокрема, проблему корупції в Україні, проблематику демографічної кризи, безробіття, культури.

## Політика
У 2020 році — кандидат у мери Рівного від політичної партії ЄС. 
У другому турі виборів мера Рівного отримав перемогу.
З 24 листопада 2020 року - міський голова Рівного.   
10 липня 2023 року суд першої інстанції визнав Олександра Третяка винним у вчиненні корупційного адміністративного правопорушення. Покарання передбачає штраф у розмірі 6 800 гривень, а також позбавлення права обіймати посаду терміном в один рік. 25 серпня апеляційна інстанція відхилила скаргу Третяка і суд відсторонив його від посади міського голови Рівного.

## Родина
Одружений, виховує сина.